# Marcelle Ramonet
Marcelle Ramonet, née le 22 juin 1949 à Brest, est une femme politique française, membre de Démocratie libérale (DL) puis de l'Union pour un mouvement populaire (UMP).

## Biographie
Membre du parti Démocratie libérale et adjointe au maire de Quimper de 2001 à 2008, Marcelle Ramonet devient députée du Finistère le 20 novembre 2001 à la suite du décès en cours de mandat d'André Angot (RPR) dont elle était la suppléante.
Le 16 juin 2002, elle est élue députée dans la 1re circonscription du Finistère pour la XIIe législature (2002-2007) et siège au sein du groupe de l'Union pour un mouvement populaire, parti qu'elle rejoint lors de sa création en novembre 2002. Elle est battue en juin 2007 par le socialiste Jean-Jacques Urvoas.
La même année, elle est investie tête de la liste UMP pour les municipales de 2008 pour la ville de Quimper, elle perd au second tour mais demeure comme élue d'opposition au conseil municipal.
Elle est membre du Conseil économique, social et environnemental, et rapporteuse d'une étude consacrée aux cellules de reclassement publié le 12 janvier 2010.